# ヴァルガ
ヴァルガ（エストニア語:Valga、ロシア語:Валга、ドイツ語:Walk）は、エストニアの都市。ヴァルガ県の県都。ラトビア国境に接している。人口は14055人（2004年）。

## 地理
隣接するヴァルカ（Valka）と本来は一つの都市であった。エストニア、ラトビアの両国によって分割されたため、市内に国境が設定されているようにみえる。近隣の都市としては、約80キロ北東のタルトゥ（エストニア領）、約65キロ南西のツェースィス（ラトビア領）などが挙げられる。

## 歴史
中世では、ヴァルク（Walk）と称された都市がタルトゥ司教領とリヴォニア帯剣騎士団領の境界に位置していた。16世紀後半、ポーランド王によって都市特権を認められた。17世紀前半、グスタフ・アドルフ治世下のスウェーデンによって併合されるが、18世紀初頭の大北方戦争でロシア領となった。第一次世界大戦を経てバルト三国が独立を達成した際、エストニアとラトビアの間で、この地域をめぐる領有権問題が発生した。そのため、イギリスの仲介のもとで、ヴァルガがエストニア領のヴァルガとラトビア領のヴァルカに分割され、街を分割するような形となった。2004年にエストニア、ラトビアがEUに加盟し、シェンゲン協定の加盟国にもなったため、両都市の人々による往来は容易である。

## 姉妹都市
- デュルビュイ、ベルギー
- ハルスベリ、スウェーデン
- en:Haparanda、スウェーデン
- en:Kalundborg、デンマーク
- ウーシカウプンキ、フィンランド
- en:Kobylnica、ポーランド
- en:Kościelisko、ポーランド
- en:Lübz、ドイツ
- ノヴゴロド、ロシア
- ヴァルカ、ラトビア
- オークランド、アメリカ合衆国
- en:Orimattila、フィンランド
- トルニオ、フィンランド
- en:Östhammar、スウェーデン

## 主な出身者
- アンドルス・バルニク（やり投の選手、2005年世界陸上選手権で金メダル）